# Hermann Matzke

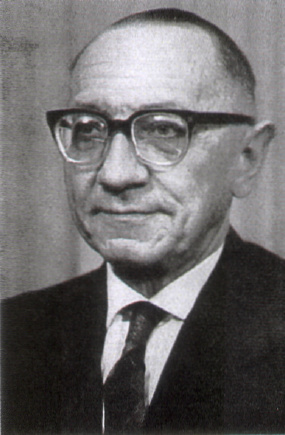
Hermann Matzke

Hermann Matzke (* 28. März 1890 in Breslau; † 26. Juni 1976 in Konstanz) war Begründer der Musikalischen Technologie, Herausgeber der Instrumentenbau-Zeitschrift, Professor an den Technischen Hochschulen Breslau und Stuttgart, Musikkritiker, Komponist und Publizist.

## Leben und Wirken

### Herkunft und Familie
Hermann Matzke wuchs als Sohn des Geschäftsmannes (Herrenbekleidung) Emanuel Matzke und dessen Frau Agnes, geb. Haunschild, gemeinsam mit seinem Bruder Georg 1892–1945, der später Apotheker wurde, in Breslau auf.  
Im Jahr 1918 heiratete Matzke Dora Berner (1894–1955), die er 1914 in Bern kennengelernt hatte. Mit ihr hatte er die Tochter Liselotte (1923–1998). Nach dem Tod seiner Frau heiratete er 1959 die Opernsängerin Carla Müller (1902–1988).

### Musikalische Laufbahn
Ihm Alter von neun Jahren begann Matzke mit dem Klavierspiel, später unter Anleitung von Felix Rosenthal. Zudem erhielt er Violinunterricht,  Unterricht in Kontrapunkt bei Georg Riemenschneider, Grundlagen des Flötenspiels bei Ernst Tschirner, Unterricht in Gesang und später auch in Methodik des Schulgesangs bei Max Thomale. Als Student war er Orgelschüler von Otto Kinkeldey.
Matzke war Initiator des Schülerorchesters im Breslauer Realgymnasium am Zwinger und erteilte bereits als Jugendlicher Unterricht. In seiner Gymnasialzeit entstanden erste Kompositionen. Während seines Militärdienstes im Ersten Weltkrieg spielte Matzke in Kammermusik-Formationen. Im Jahr 1922 wirkte er als Dirigent der ehemaligen Bückeburger Hofkapelle und erteilte parallel dazu Unterricht. Er war Musikalischer Leiter der Schlesischen Funkstundeund Ehrenvorsitzender der Deutschen Musikmessen in Mittenwald (1949/50, neben dem späteren Bundeskanzler Ludwig Erhard als Protektor) und Düsseldorf (ab 1951).

### Akademische Laufbahn
Matzke studierte ab 1910 an der Universität Breslau, der Universität Bern und der Universität Berlin Musikwissenschaft, Geschichte, Literaturwissenschaft, Philosophie, Kunstgeschichte, Nationalökonomie, Rechtswissenschaft und Physik. Während des Ersten Weltkriegs war er wissenschaftlicher Mitarbeiter in den Staatsarchiven Brüssel. Im Jahr 1919 erfolgte in Bern seine Promotion zum Dr. phil.  Ab 1924 übernahm er ein Lehramt an der Technischen Hochschule Breslau, wo er das Collegium musicum der Hochschule gründete.  Bis 1931 wirkte er außerdem als stellvertretender bzw. kommissarischer Direktor der Landesabteilung Schlesien der Reichszentrale für Heimatdienst. Nach seiner Habilitation im Jahr 1930 war er 1931 Volkswirt RDV.
Im Jahr 1932 gründete Matzke das Institut für musikalische Technologie an der Technischen Hochschule, deren Direktor er war. Später wirkte er dort als Professor und Senator.
Auf Anregung von Theodor Heuss lehrte Matzke ab 1955 an der Technischen Hochschule Stuttgart. Er war Mitglied des Ausschusses für wirtschaftsnahe Forschung beim Wirtschaftsministerium Baden-Württemberg.

### Wirken als Schriftsteller und Herausgeber
Seit 1922 war Matzke fast drei Jahrzehnte lang erster Musikkritiker der Zeitung Schlesische Tagespost. Von 1923 bis 1933 war er im Vorstand des Landesverbandes der Schlesischen Presse (Vorsitzender des Presseehrengerichts im „Mordfall Prof. Rosen“). Ab 1931 leitete er die Hochschulpressestelle. Ab 1934 war er Herausgeber der von Paul de Wit 1880 in Leipzig gegründeten Zeitschrift für Instrumentenbau und von 1946 bis 1976 Herausgeber der Instrumentenbau-Zeitschrift in Konstanz.
Matzke veröffentlichte als Schriftsteller zahlreiche Werke sowie eine Aphorismensammlung. Seine Gedanken zu Musik, Kunst und Geschichte (1915–1976) umfassen 28 Bände.

## Auszeichnungen
- Bundesverdienstkreuz 1. Klasse (1974)
- Verdienstmedaille der Technischen Hochschule Breslau

## Publikationen (Auswahl)
- Unser technisches Wissen von der Musik. Einführung in die Musiktechnologie. 1949.
- Musikökonomik und Musikpolitik. 1927 (in mehrere Sprachen übersetzt).
- Grundzüge einer Musikalischen Technologie. 1931.
- Ueber deutschen Musikausdruck und deutsche Musikpflege. 1933.
- Wege zu deutscher Hausmusik. 1936.
- Musikgeschichte der Welt. 1949.
- Erinnerungen: Ein Leben für Kunst und Wissenschaft in Schlesien und Europa. (Zusammengestellt von Winfried Matzke, 1989 und Adelheid Straehl, 2007)